# Callopistria quieta
Callopistria quieta är en fjärilsart som beskrevs av Treitschke 1826. Callopistria quieta ingår i släktet Callopistria och familjen nattflyn. Inga underarter finns listade i Catalogue of Life.